# Fastenal
Fastenal – amerykańskie przedsiębiorstwo z siedzibą w Winona w stanie Minnesota zajmujące się sprzedażą materiałów budowlanych. W swoim modelu biznesowym firma sprzedaje produkty zarówno poprzez sprzedaż detaliczną w sieci sklepów, jak również poprzez bezpośrednią sprzedaż do użytkowników końcowych na zasadach business-to-business.
W swojej ofercie Fastenal posiada m.in. śruby, narzędzia, narzędzia tnące, artykuły hydrauliczne i pneumatyczne, artykuły utrzymywania czystości, materiały elektryczne, spawalnicze (z wyjątkiem gazów), materiały BHP, metale i artykuły biurowe.
Do sieci Fastenal należy 2637 sklepów, w tym 2336 w Stanach Zjednoczonych, 202 w Kanadzie, 8 w Portoryko i na Dominikanie, 44 w Meksyku, 9 w Ameryce Centralnej i Południowej, 10 w Azji, 20 w Europie oraz 1 w Republice Południowej Afryki.
Centra dystrybucyjne firmy znajdują się w Minnesocie, Indianapolis, Georgii, Teksasie, Pensylwanii, Ohio, Kansas, Kalifornii, Północnej Karolinie, Waszyngtonie, Utah, Nuevo León w Meksyku, a także w prowincjach Alberta i Ontario w Kanadzie. Fastenal posiada także lokalne centra redystrybucyjne w Johor w Malezji oraz w Modřicach w Czechach.